# Damyean Dotson
Damyean Da'Kethe Dotson (ur. 6 maja 1994 w Houston) – amerykański koszykarz występujący na pozycji rzucającego obrońcy, obecnie zawodnik Austin Spurs.
24 listopada 2020 podpisał umowę z Cleveland Cavaliers. 10 września 2021 został zwolniony. 21 grudnia 2021 zawarł 10-dniowy kontrakt z New York Knicks. 11 stycznia 2022 powrócił do Austin Spurs.

## Osiągnięcia
Stan na 15 stycznia 2022, na podstawie, o ile nie zaznaczono inaczej.
NCAA
- Uczestnik rozgrywek:
  - Sweet Sixteen turnieju NCAA (2013)
  - II rundy turnieju NCAA (2013, 2014)
- Mistrz turnieju konferencji Pac-12 (2013)
- MVP turnieju:
  - Gulf Coast Showcase (2016)
  - Portsmouth Invitational (2017)
- Zaliczony do:
  - I składu:
    - konferencji American Athletic (AAC – 2017)
    - pierwszoroczniaków Pac-12 (2013)
    - turnieju:
      - Global Sports Classic (2013, 2015)
      - Pac-12 (2013)

  - składu honorable mention AAC (2016)
- Lider konferencji AAC w skuteczności rzutów[7]:
  - z gry (2016)
  - za 3 punkty (2017)